# Episodi di The United States Steel Hour (terza stagione)
La terza stagione della serie televisiva L'ora dell'acciaio degli Stati Uniti (The United States Steel Hour) è andata in onda negli Stati Uniti dal 6 luglio 1955 al 29 agosto 1956 sulla ABC.
In Italia questa stagione è stata trasmessa dal 14 giugno 2014 al 23 gennaio 2015 su Telecapri News, tranne gli episodi Moment of Courage e Operation Three R's che sono successivamente recuperati sempre su Telecapri News tra il 16 e il 23 gennaio dello stesso anno.
| nº | Titolo originale              | Prima TV USA      |
| -- | ----------------------------- | ----------------- |
| 1  | The Meanest Man in the World  | 6 luglio 1955     |
| 2  | The Gambler                   | 20 luglio 1955    |
| 3  | The Seventh Veil              | 30 agosto 1955    |
| 4  | The Bride Cried               | 17 agosto 1955    |
| 5  | Counterfeit                   | 31 agosto 1955    |
| 6  | A Wind from the South         | 14 settembre 1955 |
| 7  | Ashton Buys a Horse           | 28 settembre 1955 |
| 8  | Obsession                     | 11 ottobre 1955   |
| 9  | Shoot It Again                | 26 ottobre 1955   |
| 10 | Outcast                       | 9 novembre 1955   |
| 11 | Incident in an Alley          | 23 novembre 1955  |
| 12 | Edward My Son                 | 7 dicembre 1955   |
| 13 | White Gloves                  | 21 dicembre 1955  |
| 14 | Bring Me a Dream              | 4 gennaio 1956    |
| 15 | The Great Adventure           | 18 gennaio 1956   |
| 16 | A Fair Shake                  | 1º febbraio 1956  |
| 17 | Command                       | 15 febbraio 1956  |
| 18 | Moment of Courage             | 29 febbraio 1956  |
| 19 | The Candidate                 | 14 marzo 1956     |
| 20 | Thirty Year Man               | 28 marzo 1956     |
| 21 | The Funny Heart               | 1º aprile 1956    |
| 22 | Noon on Doomsday              | 25 aprile 1956    |
| 23 | Honest in the Rain            | 9 maggio 1956     |
| 24 | The Old Lady Shows Her Medals | 23 aprile 1956    |
| 25 | The Boarding House            | 6 giugno 1956     |
| 26 | Longboat                      | 6 giugno 1956     |
| 27 | Operation Three R's           | 4 luglio 1956     |
| 28 | The Partners                  | 18 luglio 1956    |
| 29 | Stopover at Sublimity         | 1º agosto 1956    |
| 30 | Sideshow                      | 15 agosto 1956    |
| 31 | The Five Fathers of Pepi      | 29 agosto 1956    |

## The Meanest Man in the World
- Prima televisiva: 6 luglio 1955

### Trama
- Interpreti: Wally Cox (George), Kenny Delmar (avvocato), Parker Fennelly (impiegato), Josephine Hull (Widow), Richard Hylton (Michael), Betsy Palmer (Naomi), Morley Soames (Man)

## The Gambler
- Prima televisiva: 20 luglio 1955

### Trama
- Interpreti: Walter Burke (Shorty), Jack Carson (Maxie), Phillip Carter (barista), Shaun Dooley (Man in Bar), Robert Ellenstein (cameriere), Bert Freed (Sears), Lester Lonergan (Man in Hotel), John McQuade (Kid Graff), Kay Medford (Helen)

## The Seventh Veil
- Prima televisiva: 30 agosto 1955

### Trama
- Interpreti: Richard Abbott (Parker), Ben Astar (dottor Larsen), Peter Brandon (Max), Cindy Cameron (Susan), Humphrey Davis (dottor Irving), Conrad Janis (Peter), Diana Lynn (Francesca), Dan O'Herlihy (Nicholas)

## The Bride Cried
- Prima televisiva: 17 agosto 1955

### Trama
- Interpreti: Stephen Chase (Stephen), Ruth Ford (Gloria), Tammy Grimes (Hazel Corey), Allen Nourse (Ben Lindsey), Barbara O'Neil (Gertrude Lindsey), Lee Philips (Red Richardson), Janice Rule (Marianne Lindsey), Jayne Seymour (Henrietta Porter), Jamie Smith (Arnold Bannister)

## Counterfeit
- Prima televisiva: 31 agosto 1955

### Trama
- Interpreti: Edna Best (Dorothy), Boris Karloff (George Redford), Lucie Lancaster (Lucy), Jessie Royce Landis, Sarah Marshall (Elsie), John McGiver, Terence Rattigan (Harold)

## A Wind from the South
- Prima televisiva: 14 settembre 1955

### Trama
- Interpreti: Julie Harris (Shivawn), Alexander Clark (Bernard), James Congdon (Jack), Lawrence Fletcher (Ned Kelly), Michael Higgins (Liam), Mary Michael (Lou), Grania O'Malley (Biddy), Farrell Pelly (Pat), Haila Stoddard (Jean), Donald Woods (Robert), Roy Scheider (danzatrice)

## Ashton Buys a Horse
- Prima televisiva: 28 settembre 1955

### Trama
- Interpreti: Bruce Gordon (Joe Strawberry), Billy M. Greene (Whitey), Conrad Janis (Tap-Out), Mort Marshall (Taxi), Guy Raymond (Sandy), Gena Rowlands (Lily), Menasha Skulnik (Ashton), Roland Wood (professore)

## Obsession
- Prima televisiva: 11 ottobre 1955

### Trama
- Interpreti: Philip Abbott, Henry Bernard (Mr. Blum), Eileen Burns (Miss Sheppard), Kathleen Comegys (Mrs. Lawrence), William Lee (Mr. Garnet), Danny Ocha (Mr. Fred), Neva Patterson (Helen), Tom Flatley Reynolds (Mr. Lawrence), Charles Lee Saari (Martin), Phyllis Thaxter (Judith)

## Shoot It Again
- Prima televisiva: 26 ottobre 1955

### Trama
- Interpreti: Philippa Bevans (Maggie), Teresa Brewer (Singer), Ralph Bunker (Mahoney), Jerome Courtland (Tex), Kenny Delmar (J.O.), Bert Freed (Farrell), Allan Hancock (Director), George Ives (Publicity Man), Anthony Kemble-Cooper (Talbot), Donald Marye (dottore), Geraldine Page (Marian), Sid Raymond (Bierbaum), Byron Russell (reporter), Vaughn Taylor (Pa)

## Outcast
- Prima televisiva: 9 novembre 1955

### Trama
- Interpreti: Barbara Baxley, Doris Dalton (Iris Millay), Bert Freed (Christie), Beverly Lunsford (Alison), Joe Maross (Martin), Lillian Roth (Elaine), Bert Thorn (Emery)

## Incident in an Alley
- Prima televisiva: 23 novembre 1955

### Trama
- Interpreti: Edward Binns (Peters), Larry Gates (Moon), Farley Granger (Joddy), Don Hanmer (Gussie), Alan Hewitt (procuratore distrettuale), Peg Hillias (Mrs. Joddy), Lori March (Jean), Vivian Mason (Mrs. Connels), Cameron Prud'Homme (Chambers)

## Edward My Son
- Prima televisiva: 7 dicembre 1955

### Trama
- Interpreti: Alexander Clark (dottor Waxman), Sally Cooper (Eileen Perry), Cullen Desmond (Cunningham), Robert Morley (Arnold Holt), Ann Todd (Evelyn Holt), Geoffrey Toone (dottor Parker), Frederic Tozere (Harry Soames)

## White Gloves
- Prima televisiva: 21 dicembre 1955

### Trama
- Interpreti: Joan Blondell (Ellen), Audrey Christie (Ina), Donald Harron (Billy), Joanne Woodward (Rocky)

## Bring Me a Dream
- Prima televisiva: 4 gennaio 1956

### Trama
- Interpreti: John Cassavetes (Johnny), George Grizzard (Bill), John Lehne (Patsy), Steve McQueen (Bushy), Lois Smith (Jeannie)

## The Great Adventure
- Prima televisiva: 18 gennaio 1956

### Trama
- Interpreti: Hume Cronyn (Priam Farll), Richard Long (Tramp), Jessica Tandy (Alice Wiggims)

## A Fair Shake
- Prima televisiva: 1º febbraio 1956

### Trama
- Interpreti: John Kerr (Ray), Cliff Robertson (Frank)

## Command
- Prima televisiva: 15 febbraio 1956

### Trama
- Interpreti: Biff McGuire (Jack Framer), Cameron Mitchell (capitano Dan Murrell), Marshall Thompson (William Costain)

## Moment of Courage
- Prima televisiva: 29 febbraio 1956

### Trama
- Interpreti: Macdonald Carey (Jim), Kevin Coughlin (Johnny), Kim Hunter (Vivan), Don Murray (Don), Paul Stevens

## The Candidate
- Prima televisiva: 14 marzo 1956

### Trama
- Interpreti: Ralph Bellamy

## Thirty Year Man
- Prima televisiva: 28 marzo 1956

### Trama
- Interpreti: Jocelyn Brando (Ann), Heywood Hale Broun (barista), George Ives (capitano McGill), Frank Maxwell (Charlie), Pat O'Brien (Jim), William Redfield (Sam)

## The Funny Heart
- Prima televisiva: 1º aprile 1956

### Trama
- Interpreti: Imogene Coca (Jackie Connors), Wally Cox, Robert Culp (Hal), Bill Daniels (Roy), Jack Klugman (Vic)

## Noon on Doomsday
- Prima televisiva: 25 aprile 1956

### Trama
- Interpreti: Philip Abbott (Rodney Grinstead), Florence Anglin (Second Woman), Peggy Fay (First Woman), Frank Overton (Steve), Joan Potter (May Lewis), Albert Salmi (John Kattrell), Everett Sloane (Frank Grinstead), Lois Smith (Felicia Chinik), Truman Smith (giudice), Edgar Stehli (vecchio), Jack Warden (Lanier)

## Honest in the Rain
- Prima televisiva: 9 maggio 1956

### Trama
- Interpreti: James Bender (Charlie), Billy M. Greene (Ralph), Byron Halstead (ufficiale di polizia), Nan McFarland (Stella), Donald McKee (giudice), Ethel Merman (Libby Marks), Vaughn Taylor (Henry)

## The Old Lady Shows Her Medals
- Prima televisiva: 23 aprile 1956

### Trama
- Interpreti: Jackie Cooper, Gracie Fields (Sarah Dowey), Lynn Fontanne, Alfred Lunt, Donald Madden, Biff McGuire, Cathleen Nesbitt

## The Boarding House
- Prima televisiva: 6 giugno 1956

### Trama
- Interpreti: Lisa Daniels, Jerome Kilty, Evelyn Varden

## Longboat
- Prima televisiva: 6 giugno 1956

### Trama
- Interpreti:

## Operation Three R's
- Prima televisiva: 4 luglio 1956

### Trama
- Interpreti: Sally Brophy (Miss Maddox), Robert Culp (caporale Neville), Arch Johnson (soldato Kleff), Paul Mazursky (soldato Gonzales), Frank Milan (tenente Colonel Streeter), John Napier (soldato Sparks), Warren Oates (soldato Lear), Gerald Price (caporale Black)

## The Partners
- Prima televisiva: 18 luglio 1956

### Trama
- Interpreti: Luther Adler (Sidney West), Peter Mark Richman (John West), Virginia Vincent

## Stopover at Sublimity
- Prima televisiva: 1º agosto 1956

### Trama
- Interpreti: Lisa Daniels, John Napier, Efrem Zimbalist Jr. (Sean O'Neill)

## Sideshow
- Prima televisiva: 15 agosto 1956

### Trama
- Interpreti: Norman Bly (Customer), Raymond Bramley (sceriffo), Lisa Daniels (Nancy), Read Morgan (Joey), Cliff Norton (Talker), Nehemiah Persoff, Abe Simon (Hercules)

## The Five Fathers of Pepi
- Prima televisiva: 29 agosto 1956

### Trama
- Interpreti: Ben Astar, Phyllis Hill, Paul Newman (Giorgio)